# Palácio romano de Fishbourne

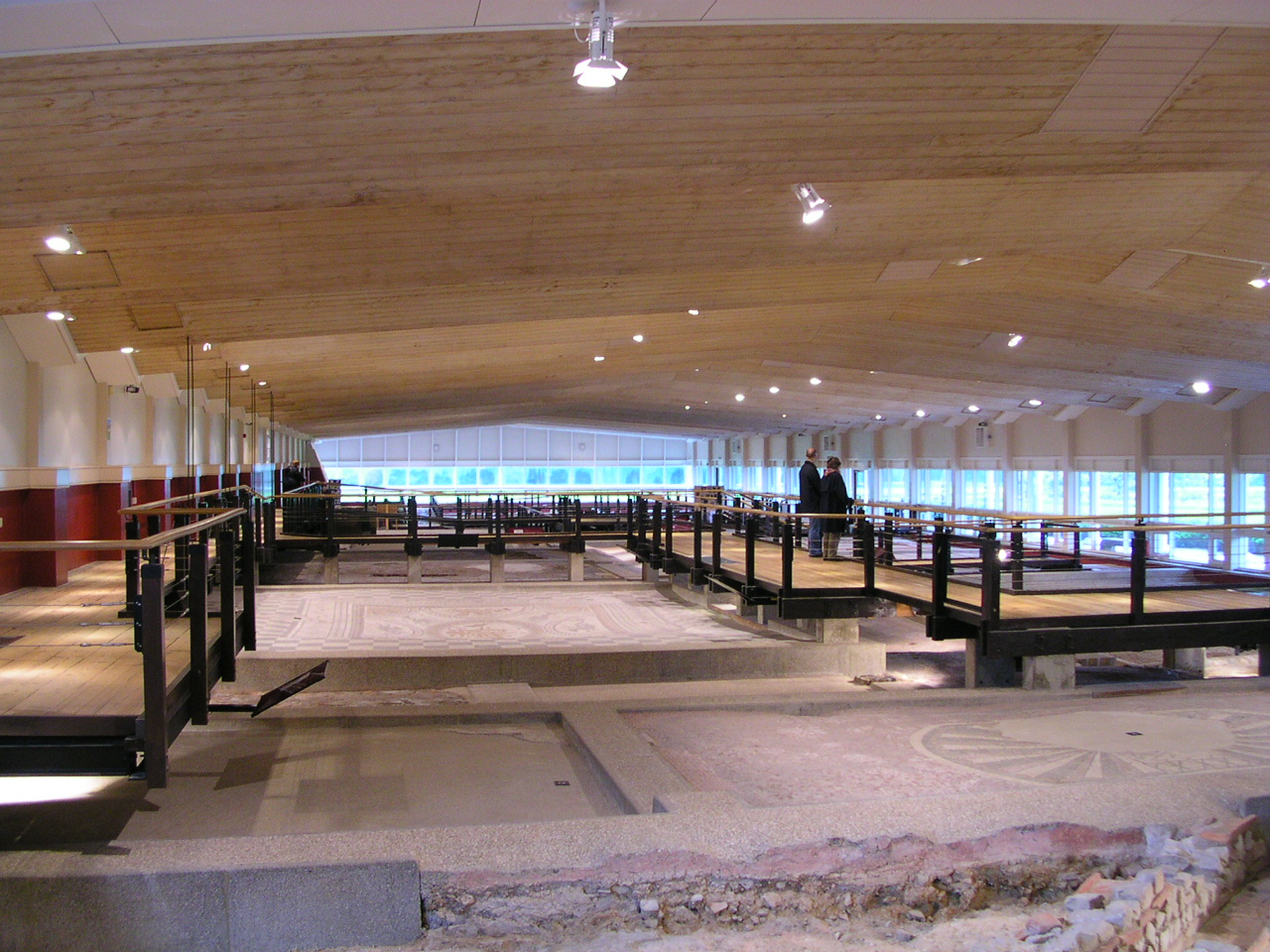
Mosaicos do pavimento do Palácio romano de Fishbourne.

O Palácio romano de Fishbourne fica na vila de Fishbourne, Chichester, em West Sussex. O palácio é o maior edifício residencial romano encontrado na Grã-Bretanha

## Descoberta e escavação
O local em si foi acidentalmente descoberto em 1805, durante a construção de uma nova casa no terreno da antiga ruína romana. Os trabalhadores descobriram pavimento de 13 metros de largura, bem como fragmentos de colunas. Nos anos seguintes, restos adicionais, como fragmentos de cerâmica e porções de telhas de mosaico, foram desenterrados por moradores locais que viviam próximos ao local. No entanto, os moradores não conseguiram conceber o fato de que os achados eram parte de uma estrutura desconhecida maior que permaneceu abaixo da superfície. Foi só em 1960 que Aubrey Barrett, engenheiro da Companhia de Água de Portsmouth, descobriu as fundações de um "edifício de alvenaria" localizado ao norte da estrada principal enquanto cavava uma trincheira para uma rede de água.
Essa redescoberta da antiga estrutura chamou a atenção da Sociedade Arqueológica de Sussex e desencadeou a primeira série de escavações, dirigida pelo arqueólogo Barry Cunliffe e sua equipe em 1961. As descobertas de Cunliffe de suas escavações fornecem a parte mais significativa das informações associadas ao site. Nos anos seguintes às escavações iniciais lideradas por Cunliffe, uma série de novas escavações foram realizadas, cada uma das quais se concentrou em desenterrar várias outras áreas do antigo local.
Para surpresa de arqueólogos e historiadores, cada etapa das escavações revelou detalhes até então desconhecidos em torno da vasta e complexa história do local. Por exemplo, de 1995 a 1999, os arqueólogos John Manley e David Rudkin realizaram escavações que se concentraram em porções do sul do local, que expuseram evidências significativas da atividade humana antes da conquista romana em 43 d.C.  longo de cinco anos, a equipe de arqueólogos de Manley descobriu quase doze mil artefatos, incluindo ferramentas de pedra que se acredita que datam do período mesolítico (cerca de 5000-4000 a.C.) e poderiam indicar a presença de um caçador e reunir assentamento perto da atual localização do palácio de Fishbourne. Embora, a evidência mais intrigante e significativa da atividade humana pré-romana no local vem de uma vala contendo quase 700 fragmentos de cerâmica e um copo que pode ser rastreado até um período dentro da Idade do Ferro Tardia.

## Localização
A localização de Fishbourne, nas proximidades de Chichester (Noviomagus Reginorum), é frequentemente vista quando se discute a opulenta riqueza representada em Fishbourne, bem como a solidificação para a reivindicação de Cogidubnus como o proprietário da vila. A cidade de Chichester estava no coração da tribo dominante Atrebates, mas sua introdução inicial ao imperialismo romano criou uma relação pseudo-amigável entre os romanos e os atrebates. As pessoas tribais na área foram mais tarde chamadas de Regni depois de serem governadas por reis clientes romanos por tanto tempo. Um artigo de pesquisa escrito por David Tomalin, sugere que o palácio de Fishbourne pode ter sido possivelmente designado como uma "sede de lordship", o que significava que ele pode ter tido maior autoridade financeira e social em oposição a outros palácios ou vilas em sua vizinhança. Além disso, a proximidade do palácio com o canal fishbourne, que forneceu aos navios acesso ao mar, significava que ele poderia ter potencialmente tido seu próprio porto que recebeu navios comerciais em um ponto.